# فرانک جسکه
فرانک جسکه (انگلیسی: Frank Jeske; ۶ فوریهٔ ۱۹۶۰ – ۲۷ اوت ۱۹۹۴) بازیکن فوتبال اهل آلمان بود.